# شینیچی ساتو
شینیچی ساتو (ژاپنی: 佐藤 真一؛ زادهٔ ۱۴ سپتامبر ۱۹۷۵) یک بازیکن فوتبال اهل ژاپن است.
از باشگاه‌هایی که در آن بازی کرده‌است می‌توان به باشگاه فوتبال سرزو اوساکا و باشگاه فوتبال ساگان توسو اشاره کرد.